# Czesław Staszczyński
Czesław Staszczyński (ur. 28 marca 1936 we Lwowie, zm. 19 stycznia 2016 w Braniewie) – piłkarz i pierwszy trener Zatoki Braniewo, wieloletni szkoleniowiec drużyn młodzieżowych, animator sportu, organizator imprez sportowych i turniejów.

## Życiorys

### Młodość
Urodził się we Lwowie, w mieście, w którym powstały pierwsze kluby piłkarskie utworzone przez Polaków na ziemiach polskich (1903 Lechia Lwów; 1906 Czarni Lwów, rok później LKS Pogoń). Z tego samego miasta pochodził też o 15 lat starszy od niego piłkarz i trener Kazimierz Górski.
Po wojnie przybył na Ziemie Odzyskane i zamieszkał początkowowo w Kamiennej Górze, a następnie we Wrocławiu i w Słupsku, gdzie był jednym z najmłodszych współorganizatorów turniejów drużyn podwórkowych. Od początku swojej kariery piłkarskiej marzył o pracy zawodowej w futbolu. Z drużyny podwórkowej dostał się do Klubu Sportowego Czarni Słupsk, w którym z drużyną juniorów zdobył mistrzostwo województwa koszalińskiego. Po roku grał już w drużynie seniorów. Oprócz tego podjął pracę w Koszalińskim Przedsiębiorstwie Handlu Sprzętem Medycznym przy ulicy Długiej.

### Służba wojskowa w Braniewie
Kiedy jego kariera piłkarska zaczęła się rozwijać i miał stałe miejsce w drużynie, dostał powołanie do wojska. W 1955 roku przyjechał do Braniewa, aby odbyć tu zasadniczą służbę wojskową. W jednostce w Braniewie nie mógł również wytrzymać bez piłki i tuż po przysiędze zwrócił się do oficera o zorganizowanie przy jednostce sekcji piłkarskiej. Po trzech miesiącach powstała drużyna piłkarska, a jej szkoleniowcem i podstawowym zawodnikiem został Czesław Staszczyński.
Braniewskie środowisko robiło wszystko, żeby po zakończeniu służby wojskowej zatrzymać Czesława Staszczyńsiego w Braniewie, widząc w nim zarówno dobrego piłkarza, jak również przyszłego szkoleniowca. Jeszcze jako żołnierz został skierowany przez „Zatokę” na kurs pomocników instruktora piłki nożnej w Olsztynie. Po ukończeniu kursu i wyjściu z wojska postanowił jeszcze przez rok zostać w Braniewie, a pozostał w nim do końca swojego życia.
W 1958 roku powstał w Braniewie wojskowo-cywilny Klub Sportowy „Zatoka”. Czesław Staszczyński wraz z kilkoma kolegami z wojska zasilili piłkarzy braniewskiej „Zatoki”. Po kilku meczach został kapitanem drużyny.

### Praca w „Zatoce”

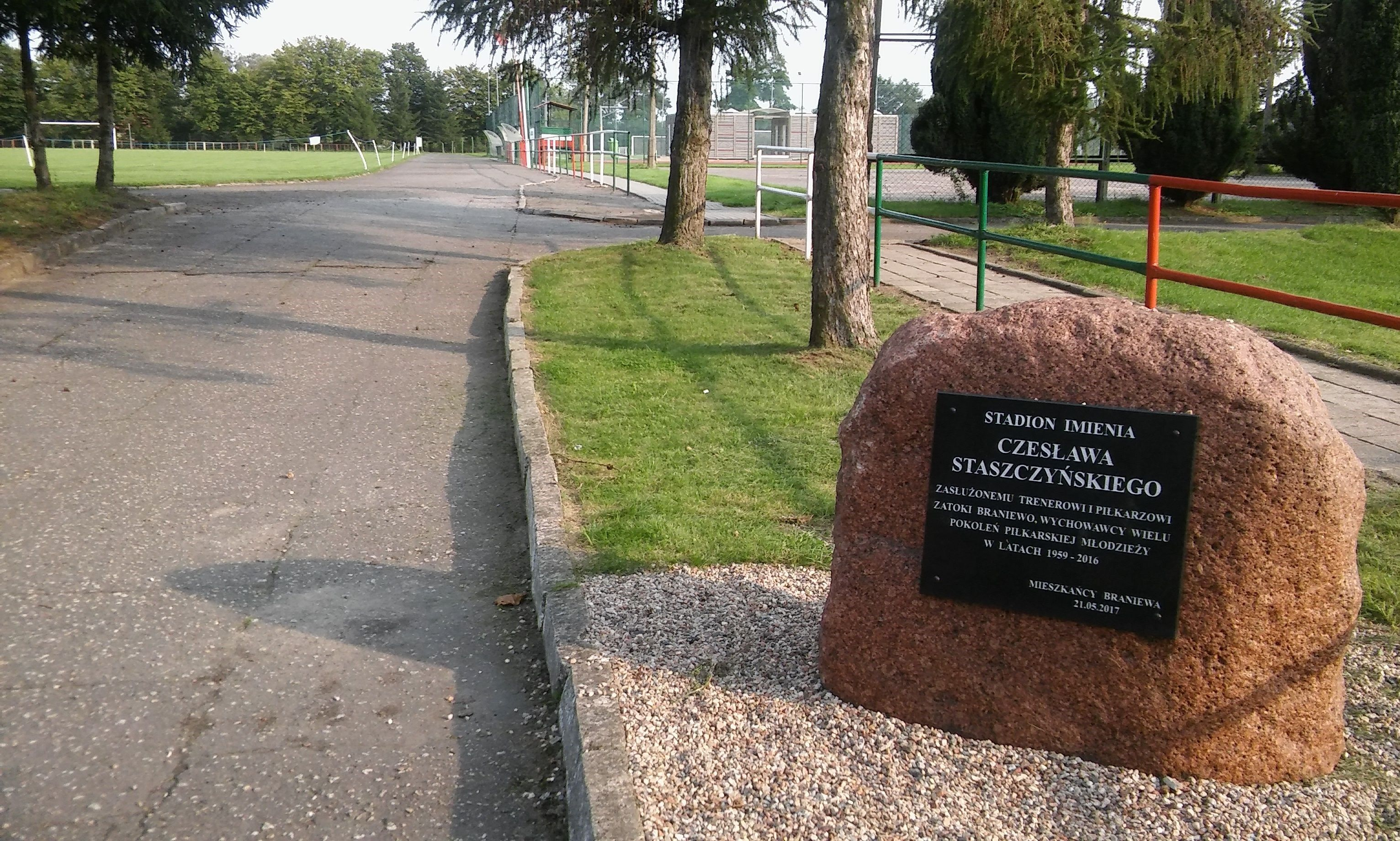
Kamień upamiętniający patrona stadionu Czesława Staszczyńskiego

Od 1 stycznia 1959 roku pracował na stałe w „Zatoce”. Został szkoleniowcem trampkarzy, juniorów i drugiej drużyny seniorów, grając jednocześnie w pierwszej drużynie w III lidze. Gdy w styczniu 1963 roku trener pierwszej drużyny Edward Imiołczyk odszedł z klubu, Staszczyński został jego następcą.
Pod jego kierownictwem braniewscy juniorzy w 1966 wywalczyli tytuł Mistrza Okręgu Olsztyńskiego. Do czołowych piłkarzy należeli m.in. bracia Marian i Henryk Orłowscy, Czesław Świerczek, Mirosław Tomaszewicz, Edward Owczarek, Henryk Rogoziński.
W latach osiemdziesiątych trener Staszczyński doprowadził seniorów "Zatoki" do mistrza województwa, po czym zespół po dramatycznych potyczkach spadł znów do III ligi. W ostatnich latach życia był trenerem żeńskiej drużyny młodych braniewianek oraz organizatorem Amatorskiej Ligi Piłki Nożnej.
W 2014 roku otrzymał Złotą Odznakę Honorową „Za zasługi dla Sportu”, przyznaną przez Ministra Sportu i Turystyki.

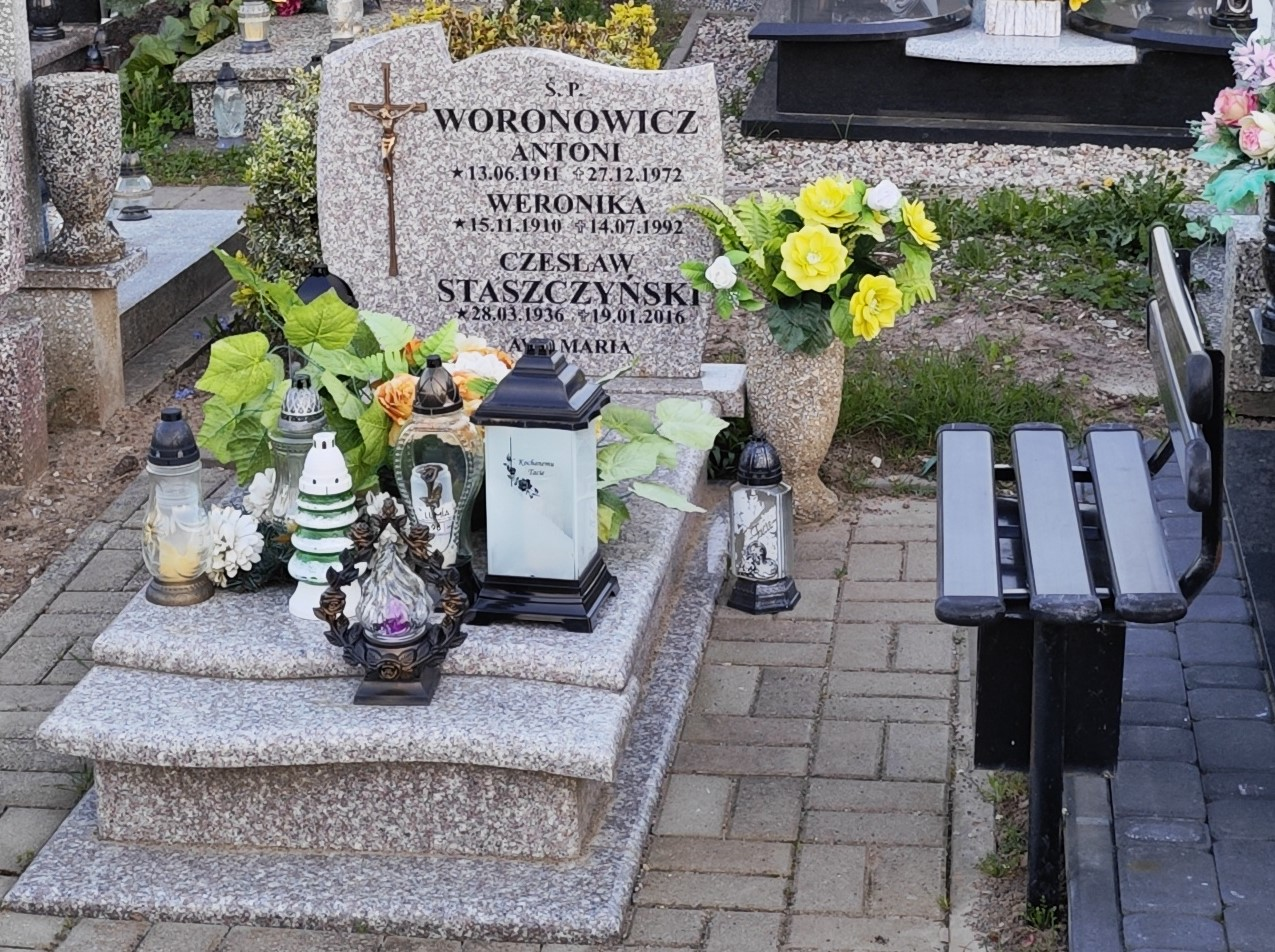
Grób na cmentarzu przy ul. Elbląskiej

Zmarł 19 stycznia 2016 na zawał, odśnieżając swój ukochany „Orlik” przy ul. Botanicznej. Pochowany został 22 stycznia na cmentarzu przy ul. Elbląskiej, po mszy św. w kościele św. Krzyża.

Uchwałą nr XXIV/155/16 Rady Miejskiej w Braniewie z dnia 25 sierpnia 2016 r. nadano Stadionowi Miejskiemu w Braniewie imię Czesława Staszczyńskiego. 21 maja 2017 przy stadionie został odsłonięty kamień z tablicą upamiętniającą trenera. Na kamieniu wyryta została inskrypcja:

Stadion imienia Czesława Staszczyńskiego. Zasłużonemu trenerowi i piłkarzowi Zatoki Braniewo, wychowawcy wielu pokoleń młodzieży w latach 1959–2016. Mieszkańcy Braniewa, 21.05.2017